# Julio Silva Lazo
Julio Silva Lazo fue hijo de don Francisco Javier Silva y de doña Julia lazo Díaz, este cuentista nace en Doñihue en 1904.

## Biografía
Estudio primeramente en el instituto O’Higgins de Rancagua y luego continúo en el Instituto Superior de Comercio de Santiago.
A sus 7 años tuvo que sufrir la muerte de su madre, a quien siempre la recordaría por su enternecido modo de ser. A los diez se fugó de su casa, suspendiendo temporalmente sus estudios, para trabajar en Santiago. El cariño y la comprensión de su padre lo traen de nuevo al hogar. A sus dieciocho años fue designado “Tesorero Comunal” de Doñihue, cargo que desarrollo hasta 1926. Terminando su cargo se dirigió a Argentina, al valle del Río Puelo, en donde primeramente se dedicó al comercio y luego a la crianza ganadera. El trabajo de aquellas tierras vírgenes estimuló aún más su inspiración por la belleza natural y el esfuerzo de la tierra.
Desde esa época colaboró con crónicas, ensayos y artículos, de diversos temas; principalmente de la cultura, agricultura y asuntos limítrofes, en diversos diarios y revistas.
En 1946 contrajo matrimonio con Dolores Pincheira Oyarzún,  quien era Directora del Liceo de Niñas de Puerto Montt. Con ella estuvo hasta los últimos días.
A pesar de su cariño por el sur, la nostalgia de su lugar natal lo hace volver al norte. Luego de 1967 se instala en Idahue, una localidad cercana a Doñihue, en donde retoma su papel de escritor.
En 1964, la Municipalidad de Doñihue lo declara Hijo Ilustre, por la divulgación de los valores naturales, históricos y sociales del pueblo, en artículos y relatos. Dos años más tarde, Silva Lazo publica la novela “Mi abuelo Ciriaco”, que está inspirada en la infrahistoria doñihuana y trascendente de la chilenidad, donde resalta la familia y los valores que esta representa.
Fallece el 12 de junio de 1973.
Deja como herencia: un árbol, una casa y un libro inconcluso.
Hoy en día existe un colegio con su nombre, ubicado en Rinconada de Doñihue.

## Obra
- Hombres de Reloncaví (1950): enmarca sus vivencias desde que estuvo en Argentina hasta que se casó.
- Mi abuelo Ciriaco (1966): muestra los valores familiares y da la posibilidad de dar a conocer el pasado doñihuano. Es el único libro que muestra el pasado del pueblo desde una perspectiva humana.
- Hombres de papel (novela inconclusa).